# Philip Needleman
Philip Needleman (* 10. Februar 1939 in Brooklyn; † 25. März 2024) war ein US-amerikanischer Pharmakologe.

## Leben
Needleman studierte am Philadelphia College of Pharmacy and Science mit dem Bachelor-Abschluss 1960 und dem Master-Abschluss 1962. 1964 wurde er an der University of Maryland (School of Medicine) in Pharmakologie promoviert. Ab 1965 war er an der Washington University in St. Louis, an der er 1967 Assistant Professor und 1976 Professor wurde. Dort blieb er bis 1989 und war Vorstand der Abteilung für Pharmakologie. 1989 wurde er Senior Vice President von Monsanto und 1993 Präsident von Searle Research and Development. 2000 bis 2003 war er Chefwissenschaftler und Vizepräsident für Forschung und Entwicklung der Pharmacia Corporation in Kalamazoo. Ab 2003 war er Associate Dean der Washington University School of Medicine und in deren Board of Trustees.
Er befasste sich mit der Steuerung kardiovaskulärer und Nieren-Funktionen. Dabei entdeckte er das atriale natriuretische Peptid (Atrial natriuretic factor, ein Hormon mit dem das Herz mit der Niere kommuniziert), die ersten Peptide mit Angiotensin-Antagonisten-Funktion und den Mechanismus organischer Nitrat-Toleranz. Außerdem befasste er sich mit der Rolle von Prostaglandinen bei Arthritis und sagte dabei (nach seiner nicht unumstrittenen eigenen Darstellung) Cox-2 voraus, das um 1990 von drei anderen Gruppen entdeckt wurde (publik gemacht 1992). Er entwickelte bei Monsanto/Searle den Cox-2-Hemmer Celebrex, der 1998 von der FDA zugelassen wurde. Er entdeckte auch den ersten Thromboxansynthase-Inhibitor.
2005 erhielt er den NAS Award for the Industrial Application of Science für die Aufklärung des Stoffwechsels von Arachidonsäure und dessen Rolle bei Krankheiten und der Erzeugung von Prostacyclin und Thromboxan. 1974 erhielt er den John J. Abel Award und 1977, 1978, 1980 und 1987 den Wellcome Creesy Award in klinischer Pharmakologie, 2001 die IRI Medal. Er war Mitglied der National Academy of Sciences (1987) und der American Academy of Arts and Sciences (2015). 1968 bis 1973 war er Investigator der American Heart Association, deren Research Achievement Award er erhielt. 1980 erhielt er den Cochems Thrombosis Research Prize.

## Schriften
- P. Needleman, P. C. Isaakson: The discovery and function of Cox-2, J. Rheumatol. Suppl., Band 49, Juli 1997, S. 6–8.